# Копильське князівство
Копильське князівство — одне з удільних князівств Полоцької землі. Столиця — Копиль. Утворилося з частини колишнього Мінського князівства у 1375 році як васальне князівство у складі Великого князівства Литовського. Припинило існування 1494 року, увійшовши до Слуцького князівства.

## Історія
За деякими письмовими свідченнями літописів, Копильський уділ існував уже 1274 року. Втім, його правителі та історія майже невідомі. Фактичне утворення відноситься до 1395 року, коли внаслідок компромісу між вітовстом і Володимиром Ольгердовичем останній поступився Київським князівством, натомість отримав компенсацію у вигляді досить великого уділу з Копилем. У 1397 році стало частиною Слуцько-Копильського князівства.
Йому спадкував син Олелько, який у 1443 році став Київським князем, який розділив Слуцько-Копильське князівство між синами. Копильський уділ було передано сину Михайлу. В подальшому все більше підпорядковувалося Слуцьку. У 1481 році знову приєднано до Слуцького князівство Семеном Михайловичем. Як самостійний уділ зі столицею в Копилі ліквідовано до 1495 року.